# Horornis
Horornis – rodzaj ptaków z podrodziny wierzbówek (Cettiinae) w obrębie rodziny wierzbówkowatych (Cettiidae).

## Rozmieszczenie geograficzne
Rodzaj obejmuje gatunki występujące w Azji i Oceanii.

## Morfologia
Długość ciała 9,5–18 cm, masa ciała 4,3–34,5 g.

## Systematyka
Rodzaj zdefiniował w 1845 roku brytyjski etnolog i przyrodnik Brian Houghton Hodgson w artykule poświęconym nepalskim ptakom, opublikowanym w czasopiśmie „Proceedings of the Zoological Society of London”. Hodgson wymienił dwa gatunki – Horornis fortipes Hodgson, 1845 i Horornis flaviventris Hodgson, 1845 (nomen dubium) – z których gatunkiem typowym jest (późniejsze oznaczenie) Horornis fortipes Hodgson, 1845 (wierzbownik płowy).

### Etymologia
Horornis: gr. ορος oros, ορεος oreos ‘wzgórze’; ορνις ornis, ορνιθος ornithos ‘ptak’.

### Podział systematyczny
Takson wyodrębniony z Cettia. Do rodzaju należą następujące gatunki:
- Horornis fortipes Hodgson, 1845 – wierzbownik płowy
- Horornis brunnescens (Hume, 1872) – wierzbownik drobny
- Horornis acanthizoides (J. Verreaux, 1871) – wierzbownik rdzawoboczny
- Horornis vulcanius (Blyth, 1870) – wierzbownik sundajski
- Horornis flavolivaceus (Blyth, 1845) – wierzbownik żółtawy
- Horornis seebohmi (Ogilvie-Grant, 1894) – wierzbownik filipiński
- Horornis diphone (von Kittlitz, 1830) – wierzbownik japoński
- Horornis canturians (Swinhoe, 1860) – wierzbownik duży
- Horornis annae (Hartlaub & Finsch, 1868) – wierzbownik oliwkowy
- Horornis carolinae (Rozendaal, 1987) – wierzbownik rdzawołbisty
- Horornis parens (Mayr, 1935) – wierzbownik melanezyjski
- Horornis haddeni (LeCroy & Barker, 2006) – wierzbownik jasnogardły
- Horornis ruficapilla (E.P. Ramsay, 1875) – wierzbownik ciemny